# Katihalli, Alur
Katihalli là một làng thuộc tehsil Alur, huyện Hassan, bang Karnataka, Ấn Độ.